# Turkinski
Turkinski (del ruso: Туркинский) es un jútor del raión de Bélaya Glina del krai de Krasnodar de Rusia. Está situado próximo a la frontera del óblast de Rostov, a orillas del río Rasshetvatka, afluente del Kalaly, tributario del Yegorlyk, de la cuenca del Don, 39 km al sur de Bélaya Glina y 173 km al nordeste de Krasnodar, la capital del krai. Tenía 811 habitantes en 2010
Pertenece al municipio Uspénskoye.